# Greg Bear
Gregory Dale Bear (ur. 20 sierpnia 1951 w San Diego w Kalifornii, zm. 19 listopada 2022) – amerykański pisarz science fiction. Laureat pięciu Nebuli, dwóch nagród Hugo i Endeavour.

## Życiorys
Urodził się w San Diego, jako syn Wilmy oraz Dale’a Bearów. Ponieważ jego ojciec służył w marynarce wojennej, często podróżował. Gdy miał dziesięć lat, napisał swoje pierwsze opowiadanie. W wieku szesnastu lat ukazało się jego pierwsze opowiadanie, Destroyers. Jego pierwsza powieść Hegira ukazała się w 1979.
Był zięciem innego pisarza science fiction, Poula Andersona. Mieszkał w Seattle.
8 listopada 2022 roku przeszedł operację serca, po której nie wybudził się z narkozy. Zmarł 19 listopada po odłączeniu od aparatury podtrzymującej życie.

## Publikacje
- Hegira (1979)
- Psychlone (1979)
- Beyond Heaven’s River (1980)
- The Strength of Stones (1981)
- Seria Songs of Earth and Power:
  - Koncert nieskończoności (The Infinity Concerto, 1984)
  - Wężomag (The Serpent Mage, 1986)
  - Songs of Earth and Power (1994 – połączenie Koncertu nieskończoności oraz Wężomaga)
- Seria Droga:
  - Eon (Eon, 1985)
  - Wieczność (Eternity, 1988)
  - Legacy (1995)
  - Droga wszystkich duchów (The Way 1999, w: Dalekie horyzonty)
- Pieśń krwi (Blood Music, 1985, Nebula w 1983 oraz Hugo w 1984 dla noweli, która została rozbudowana do rozmiarów powieści)
- Strength of Stones (1986)
- Seria The Forge of God:
  - The Forge of God (1987)
  - Anvil of Stars (1992)
- Sleepside Story (1988)
- Styczne (Tangents, krótkie opowiadanie 1986, Nebula w 1986 i Hugo w 1987)
- Ciężki bój (Hardfought, nowela Nebula 1983)
- Tangents, zbiór opowiadań (1989)
- Seria Queen of Angels – grupa powieści z podobną historią i bohaterami:
  - Queen of Angels (1990)
  - Głowy (Heads, 1990)
  - Moving Mars (1993, Nebula w 1994)
  - / (znane jako Slant) (1997)
- Seria Radio Darwina
  - Radio Darwina (Darwin’s Radio, 1999, Nebula 2000, Nagroda Endeavour 2000)
  - Dzieci Darwina (Darwin’s Children 2003)
- Fundacja i Chaos (Foundation and Chaos, 1998)
- Dinosaur Summer (1998, Nagroda Endeavour 1999)
- Planeta życia (Rogue planet, 2000)
- Vitals (2002)
- Dead Lines (2004)
- Quantico (2005)
- City at the End of Time (2008)
- Trylogia Forerunner – osadzona w uniwersum gry Halo
  - Cryptum (2011)
  - Primordium (2012)
  - Silentium (2013)
- Prom kosmiczny 03 (Hull Zero Three, 2010)
- Seria War Dogs
  - War Dogs (2014)
  - Killing Titan (2015)
  - Take Back the Sky (2016)